# Kristián II. Dánský
Kristián II. (1. července 1481, Nyborg – 25. ledna 1559, Kalundborg) byl v letech 1513 až 1523 dánský a norský a v letech 1520 až 1521 také švédský král.

## Rodinné poměry
Kristián II. se narodil jako třetí syn dánského krále Jana I. a jeho manželky Kristiny Saské (1461–1521).
V letech 1506–1513 byl vicekrálem Norska, kde poznal svou milenku Dyveke Sigbritsdatter (nizozemsky Duyveke Siegfriedsdochter), jež na něj měla velký blahodárný vliv. V roce 1517 Dyveke zemřela a u Kristiána nastal velký zvrat k horšímu. Zatvrdil se především vůči dvořanům, jež podezíral z jejího odstranění.
12. srpna roku 1515 se oženil s Isabelou Habsburskou, sestrou císaře Karla V. Z manželství vzešlo pět potomků, z nichž však pouze poslední dvě dcery se dožily dospělosti:
- Jan (21. února 1518 – 11. srpna 1532)
- Maxmilián (*/† 1519)
- Filip Ferdinand (*/† 1519)
- Dorotea (10. listopadu 1520 – 20. září 1580), ⚭ 1535 Fridrich II. Falcký (9. prosince 1482 – 26. února 1556), kurfiřt falcký
- Kristina (1521–1590),
⚭ 1534 František II. Maria Sforza (4. února 1495 – 24. října 1535), milánský vévoda
⚭ 1541 František I. Lotrinský (23. srpna 1517 – 12. června 1545), vévoda lotrinský
- syn (*/† 1523)

## Vláda
Zatímco dánská a norská říšská rada zvolila Kristiána po smrti jeho otce v rozporu s platnými zvyklostmi králem, Švédové se tomu vzepřeli a pokusili se zpochybnit Kalmarskou unii. V jejich čele stál Sten Sture mladší, zatímco arcibiskup Gustav Trolle zastupoval prodánskou stranu. Mnohé pokusy dostat Švédy pod dánskou nadvládu ztroskotaly. Teprve v roce 1520 Kristián II. s žoldnéřskou armádou nad Švédy zvítězil. Sten Sture padl, ale jeho vdova Christina Gyllenstierna kolem sebe shromáždila švédské patrioty a až do podzimu kladla odpor; teprve po příslibu amnestie pro její přívržence a proti slibu, že ve Švédsku se bude vládnout podle švédského práva, kapitulovala. Kristián II. své sliby vzápětí porušil: když byl 1. listopadu roku 1520 korunován králem, zavedl dědičné království, ačkoli švédské právo (stejně jako dánské i norské) předpokládalo obsazování trůnu volbou.
Pokusil se navrátit vládu Dánska nad Švédskem pomocí teroru, což se mu přesto nepodařilo a jeho centralizační politika vedla nakonec k jeho svržení. 7. listopadu 1520 nechal Kristián za pomoci Gustava Trolle uvěznit a popravit 82 vedoucích švédských šlechticů. Tento masakr, který vešel do dějin jako Stockholmská krvavá lázeň, přinesl Kristiánovi přídomek Tyran a vyvolal v Švédsku povstání v čele s Gustavem I. Vasou. Kalmarská unie, tedy svazek tří severských zemí (Dánska, Norska a Švédska), se rozpadla a Gustav I. Vasa byl roku 1521 zvolen regentem Švédska; dánský král propříště vládl již jen dvěma zemím, Dánsku a Norsku.
Kristián se pokusil omezit pro něj ponižující vliv šlechty a říšské rady; z toho těžila vzkvétající města i obchodníci, jež sílili i vůči hanze. Také obyvatelstvo země profitovalo z jeho politiky zaměřené proti všemohoucnosti šlechty. Šlechta se ovšem postavila proti Kristiánovi jak v Dánsku, tak v Norsku a přiměla ho v roce 1523 k útěku do Nizozemí; na dánský a norský trůn po něm nastoupil v roce 1523 jeho strýc Frederik I. Dánský.

## Sesazen z trůnu
Třebaže Kristiánův švagr, císař Karel V., ho kvůli špatnému zacházení se svou sestrou Isabelou nepodporoval, pokusil se Kristián v letech 1531–1532 o znovuovládnutí Norska, avšak neúspěšně. Po své porážce neměl jinou volbu než se vrátit k jednání s Frederikem I. do Kodaně. Zde byl jat a vězněn nejprve na zámku Sonderburg ve velmi tvrdých podmínkách. Ty od roku 1540 několikrát král Kristián III. zmírnil a od roku 1549 nechal Kristiána II. převézt na zámek Kalundborg, kde ten pak žil v relativně snesitelných poměrech až do své smrti v roce 1559.
U měšťanů a sedláků se nicméně těšil velké oblibě i po svém sesazení. To se projevilo v občanské válce v letech 1534–1536, jež propukla v městech Malmö a Kodaň s cílem přivést opět Kristiána II. na trůn a v níž došlo i k povstání sedláků pod vedením Skippera Clementa.

## Vývod z předků
|                       |                                         |  |                   |                                        |  |  |  |  |  |  |  | Kristián V. Oldenburský |
|                       |                                         |  |                   |                                        |  |  |  |  |  |  |  |                         |
|                       | Dětřich Oldenburský                     |  |                   |                                        |  |  |  |  |  |  |  |                         |
|                       |                                         |  |                   |                                        |  |  |  |  |  |  |  |                         |
|                       |                                         |  |                   | Agnes z Hohnsteinu                     |  |  |  |  |  |  |  |                         |
|                       |                                         |  |                   |                                        |  |  |  |  |  |  |  |                         |
|                       | Kristián I. Dánský                      |  |                   |                                        |  |  |  |  |  |  |  |                         |
|                       |                                         |  |                   |                                        |  |  |  |  |  |  |  |                         |
|                       |                                         |  |                   | Gerhard VI. Holštýnsko-Rendsburský     |  |  |  |  |  |  |  |                         |
|                       |                                         |  |                   |                                        |  |  |  |  |  |  |  |                         |
|                       | Helvig Holštýnsko-Rendsburská           |  |                   |                                        |  |  |  |  |  |  |  |                         |
|                       |                                         |  |                   |                                        |  |  |  |  |  |  |  |                         |
|                       |                                         |  |                   | Kateřina Alžběta Brunšvicko-Lüneburská |  |  |  |  |  |  |  |                         |
|                       |                                         |  |                   |                                        |  |  |  |  |  |  |  |                         |
|                       | Jan I. Dánský                           |  |                   |                                        |  |  |  |  |  |  |  |                         |
|                       |                                         |  |                   |                                        |  |  |  |  |  |  |  |                         |
|                       |                                         |  |                   | Bedřich I. Braniborský                 |  |  |  |  |  |  |  |                         |
|                       |                                         |  |                   |                                        |  |  |  |  |  |  |  |                         |
|                       | Jan Braniborsko-Kulmbašský              |  |                   |                                        |  |  |  |  |  |  |  |                         |
|                       |                                         |  |                   |                                        |  |  |  |  |  |  |  |                         |
|                       |                                         |  |                   | Alžběta Bavorská                       |  |  |  |  |  |  |  |                         |
|                       |                                         |  |                   |                                        |  |  |  |  |  |  |  |                         |
|                       | Dorotea Braniborská                     |  |                   |                                        |  |  |  |  |  |  |  |                         |
|                       |                                         |  |                   |                                        |  |  |  |  |  |  |  |                         |
|                       |                                         |  |                   | Rudolf III. Saský                      |  |  |  |  |  |  |  |                         |
|                       |                                         |  |                   |                                        |  |  |  |  |  |  |  |                         |
|                       | Barbara Sasko-Wittenberská              |  |                   |                                        |  |  |  |  |  |  |  |                         |
|                       |                                         |  |                   |                                        |  |  |  |  |  |  |  |                         |
|                       |                                         |  |                   | Barbora Lehnická                       |  |  |  |  |  |  |  |                         |
|                       |                                         |  |                   |                                        |  |  |  |  |  |  |  |                         |
| 'Kristián II. Dánský' |                                         |  |                   |                                        |  |  |  |  |  |  |  |                         |
|                       |                                         |  |                   |                                        |  |  |  |  |  |  |  |                         |
|                       |                                         |  | Fridrich I. Saský |                                        |  |  |  |  |  |  |  |                         |
|                       |                                         |  |                   |                                        |  |  |  |  |  |  |  |                         |
|                       | Fridrich II. Saský                      |  |                   |                                        |  |  |  |  |  |  |  |                         |
|                       |                                         |  |                   |                                        |  |  |  |  |  |  |  |                         |
|                       |                                         |  |                   | Kateřina Brunšvicko-Lüneburská         |  |  |  |  |  |  |  |                         |
|                       |                                         |  |                   |                                        |  |  |  |  |  |  |  |                         |
|                       | Arnošt Saský                            |  |                   |                                        |  |  |  |  |  |  |  |                         |
|                       |                                         |  |                   |                                        |  |  |  |  |  |  |  |                         |
|                       |                                         |  |                   | Arnošt Habsburský                      |  |  |  |  |  |  |  |                         |
|                       |                                         |  |                   |                                        |  |  |  |  |  |  |  |                         |
|                       | Markéta Habsburská                      |  |                   |                                        |  |  |  |  |  |  |  |                         |
|                       |                                         |  |                   |                                        |  |  |  |  |  |  |  |                         |
|                       |                                         |  |                   | Cimburgis Mazovská                     |  |  |  |  |  |  |  |                         |
|                       |                                         |  |                   |                                        |  |  |  |  |  |  |  |                         |
|                       | Kristina Saská                          |  |                   |                                        |  |  |  |  |  |  |  |                         |
|                       |                                         |  |                   |                                        |  |  |  |  |  |  |  |                         |
|                       |                                         |  |                   | Arnošt Bavorský                        |  |  |  |  |  |  |  |                         |
|                       |                                         |  |                   |                                        |  |  |  |  |  |  |  |                         |
|                       | Albrecht III. Bavorský                  |  |                   |                                        |  |  |  |  |  |  |  |                         |
|                       |                                         |  |                   |                                        |  |  |  |  |  |  |  |                         |
|                       |                                         |  |                   | Alžběta Visconti                       |  |  |  |  |  |  |  |                         |
|                       |                                         |  |                   |                                        |  |  |  |  |  |  |  |                         |
|                       | Alžběta Bavorská                        |  |                   |                                        |  |  |  |  |  |  |  |                         |
|                       |                                         |  |                   |                                        |  |  |  |  |  |  |  |                         |
|                       |                                         |  |                   | Erik I. Brunšvicko-Grubenhagenský      |  |  |  |  |  |  |  |                         |
|                       |                                         |  |                   |                                        |  |  |  |  |  |  |  |                         |
|                       | Anna Brunšvicko-Grubenhagensko-Einbecká |  |                   |                                        |  |  |  |  |  |  |  |                         |
|                       |                                         |  |                   |                                        |  |  |  |  |  |  |  |                         |
|                       |                                         |  |                   | Alžběta Brunšvicko-Göttingenská        |  |  |  |  |  |  |  |                         |
|                       |                                         |  |                   |                                        |  |  |  |  |  |  |  |                         |